# Gentiana officinalis
Gentiana officinalis är en gentianaväxtart som beskrevs av H. Smith. Gentiana officinalis ingår i släktet gentianor, och familjen gentianaväxter. Inga underarter finns listade i Catalogue of Life.